# Étienne Dolet
Pour les articles homonymes, voir Dolet.
Étienne Dolet, né à Orléans probablement le 3 août 1509  et mort sur le bûcher le 3 août 1546 à Paris, est un humaniste, écrivain, poète et imprimeur français. Il fut un personnage controversé tout au long de sa vie, qui était secouée par les forces opposées de la Renaissance et de l’Inquisition française. Ses premières attaques contre l'Inquisition et les autorités municipales de Toulouse, ainsi que ses publications ultérieures à Lyon, ont amené l'Inquisition française à surveiller de près ses activités. Après plusieurs séjours en prison, les efforts conjugués du Parlement de Paris, de l'Inquisition et de la faculté de théologie de la Sorbonne aboutissent à sa condamnation à mort pour hérésie. En 1546, il fut pendu et puis brûlé avec ses livres, place Maubert à Paris. Dans les temps modernes, on se souvient de Dolet comme d’un martyr de ce que l’on appelle aujourd’hui la liberté d’expression et la liberté de la presse.

## Biographie
Né dans une famille modeste, il vit à Orléans jusqu'à l'âge de douze ans. Il part en 1521 pour Paris où il étudie les lettres latines pendant cinq ans auprès de Nicolas Bérault, professeur de Gaspard II de Coligny. En 1526, selon la tradition humaniste, il commence son tour des universités européennes. Il se rend à Padoue pour parfaire sa connaissance des lettres latines et surtout celle de Cicéron, sous la direction de son maître et ami Simon de Villanova. À la mort de ce dernier, Étienne Dolet s'attache en qualité de secrétaire à Jean de Langeac, évêque de Limoges et ambassadeur de France à la république de Venise. Il y suit les cours de Battista Egnazio sur Cicéron qui devient pour Dolet son « maître à écrire et souvent à penser ».
Il rentre en France au cours de l'année 1529 et il est inscrit à l’université de Toulouse en 1532, pour suivre des cours de droit et de jurisprudence. Élu orateur de la Nation Française, il prononce un violent réquisitoire en octobre 1533 sur la barbarie toulousaine, puis en janvier une diatribe sur les superstitions religieuses et la brutalité des Gascons. Il est emprisonné en mars 1534 et, malgré la protection de Jean de Pins, il est finalement banni par un décret du parlement de Toulouse en 1534.
Il arrive à Lyon le 1er août 1534, avant d'en repartir pour quelques mois qu'il passe à Paris. Il revient ensuite à Lyon, s'intègre dans le cercle des humanistes lyonnais, fréquente Clément Marot et Rabelais, mais également Guillaume et Maurice Scève, Jean de Tourne et l’imprimeur Sébastien Gryphe pour qui il devient correcteur.
En 1535, grâce à l’imprimeur Sébastien Gryphe, il publie le Dialogus de imitatione Ciceroniana, ouvrage ranimant la querelle du Cicéronianisme. Dans cet ouvrage, il renvoie dos à dos Erasme et Luther, accusés de conduire la religion chrétienne à la ruine.
En décembre 1536, au cours d'une rixe, il tue un peintre surnommé Compaing qui, prétend-il, voulait l’assassiner. Il fuit Lyon et gagne discrètement Paris pour implorer la grâce du roi. Il obtient en février 1537 des lettres de rémission. Il sera néanmoins emprisonné quelques semaines lors de son retour à Lyon.
Le 6 mars 1538, il obtient de François Ier un avantageux privilège qui lui accorde pour dix ans la possibilité d’imprimer tout ouvrage en latin, grec, italien ou français, de sa plume ou sous sa supervision. Il en fera profiter divers éditeurs avant de pouvoir à son tour s'installer comme imprimeur en 1539. C'est dans ces années qu'il publie les deux premiers volumes du Commentariorum linguae Latinae, un ambitieux dictionnaire étymologique du latin, projet conçu dès son adolescence et grand œuvre de sa vie.

## Dolet imprimeur
Avec le concours financier d'Hellouin Dulin, il ouvre une imprimerie rue Mercière à Lyon. En quatre ans, il sort près de 90 ouvrages, tant des manuels pour étudiants que des textes classiques en français ou en latin, que de la littérature du temps, Clément Marot, Rabelais (une édition contrefaite de Gargantua qui entraîne la brouille des deux hommes). Un de ses grands succès d'édition sera son ouvrage sur la Manière de bien traduire.
Un quart de cette production est consacré à des ouvrages religieux. Il publie ainsi une version en français du Nouveau testament et L'Institution de la religion chrétienne de Calvin. Il n’ignore pas les dangers auxquels il s'expose. La publication en 1538 de son Cato Christianus produit même l'effet inverse. Ce catéchisme est fait sur le modèle des Disticha Catonis (Distiques de Caton), ouvrage très à la mode au XVIe siècle. Le Cato Christianus est interdit à la vente dès sa sortie, condamné le 2 octobre 1542 et fait partie de l'autodafé de février 1544, sur le parvis de l'église Notre-Dame.

## Les procès devant l'Inquisition
En 1542, il publie donc des ouvrages religieux qui attirent l'attention de l'inquisiteur Matthieu Ory. Il est incarcéré en août 1542 dans les prisons lyonnaises, accusé d'être l'auteur d'ouvrages pernicieux et de ne pas croire en l'immortalité de l'âme. Condamné pour avoir imprimé certains de ces ouvrages, mangé de la viande pendant le carême et avoir prétendu préférer le sermon à la messe, il fait appel comme d'abus devant le parlement de Paris, ce qui lui permet d'être transféré des prisons de Roanne à la Conciergerie où il reste 15 mois. Il obtient de nouvelles lettres de rémission grâce à l’intervention de l'évêque de Tulle, Pierre Duchâtel et retourne à Lyon pour reprendre ses activités.

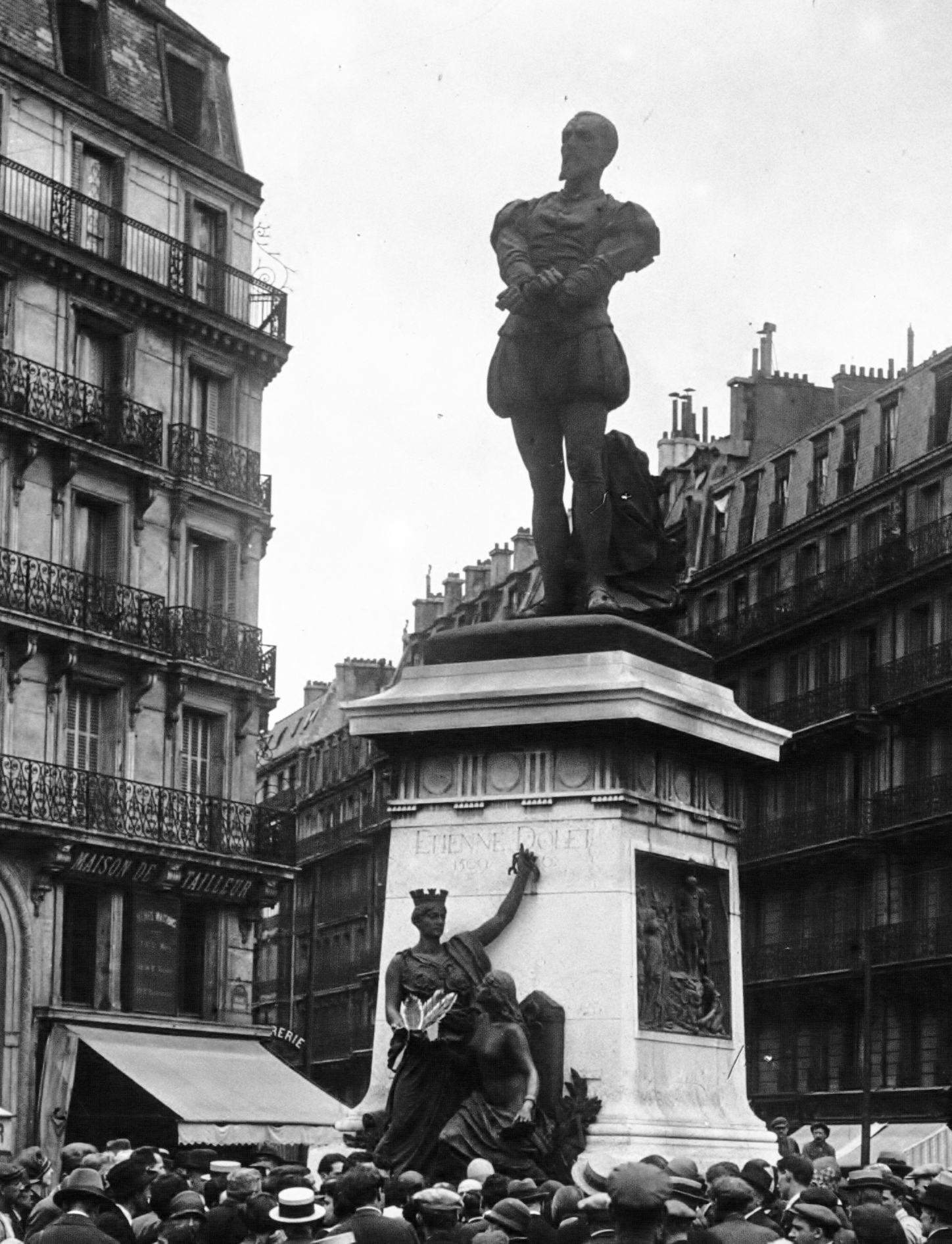
Statue en bronze d'Etienne Dolet’, sur la place Maubert, le lieu de son exécution. Sur la photo, on peut voir une manifestation politique au pied de la statue, lieu privilégié des manifestations des militants parisiens à la fin du XIXe et au début du XXe siècle. Inaugurée en 1889, la statue fut fondue pour en extraire le métal afin de soutenir l'effort de guerre des nazis en 1942.

Il est emprisonné une seconde fois en 1544, après la découverte de ballots de livres hérétiques portant sa marque d'imprimeur. Il réussit cependant à s'évader et se réfugie dans le Piémont. Il est rentré imprudemment en France car il pensait pouvoir imprimer à Lyon des lettres pour en appeler à la justice du roi de France, de la reine de Navarre et du Parlement de Paris. C’est dans ces circonstances qu'il publie le Second Enfer, un recueil de lettres adressées aux puissants et destinées à le défendre contre ses accusateurs. Ces lettres sont suivies par deux traductions de Platon, l’Axiochus et une traduction de l’Hipparchus (ou Hipparque, également apocryphe), sous-titré « de la convoytise et affection de gaigner ».
Son troisième procès porte sur l'affaire des ballots de livres, complot certainement organisé par des maîtres-imprimeurs lyonnais. Il lui est également reproché la traduction d'un passage de l'Axochius : « Après la mort, tu ne seras rien du tout ». Dolet a appuyé sa traduction en ajoutant les mots « du tout ». La faculté de théologie de la Sorbonne veut y voir une preuve de l'hérésie de Dolet : il ne croit pas dans l'immortalité de l'âme.
Le 3 août 1546, il fait amende honorable sur le lieu de son supplice en invoquant la Vierge et son saint patron. Selon un retentum de son jugement, il obtient grâce à cela la possibilité d'être pendu, avant que d'être jeté avec ses livres dans son bûcher, sur la place Maubert. Cette place est réservée aux bûchers des imprimeurs : quatre y sont étranglés puis brûlés en 1546.
Une tradition apocryphe rapporte qu'il aurait composé un pentamètre sur le chemin du bûcher : Non dolet ipse Dolet, sed pia turba dolet « Ce n’est pas Dolet lui-même qui s’afflige, mais la multitude vertueuse »),, qui lui attira la réponse suivante du prêtre qui l'accompagne : Non pie turba dolet sed Dolet ipse dolet (« ce sera bien Dolet qui souffrira et personne d’autre »).

## Dolet et la religion
On ne sait pas si Dolet doit être classé parmi les représentants du protestantisme ou parmi les défenseurs d’un rationalisme antichrétien. Cependant, on sait qu’il n'était pas reconnu par les protestants de son temps et que Jean Calvin l’avait formellement condamné, tout comme Théodore Agrippa d'Aubigné et son maître Simon de Villanova, pour blasphèmes à l’encontre du Fils de Dieu. Ses principaux ennemis sont les autres imprimeurs à qui il fait concurrence, les uns imprimant des livres pour les catholiques et d'autres pour les protestants, mais Dolet est plutôt penché vers les écrits humanistes qui ne se préoccupent pas de religion. Vers 1530, lorsqu'il arrive à Lyon, il existe déjà une centaine d'ateliers d'imprimerie. Il représente donc un concurrent supplémentaire que les autres veulent éliminer. Sa maison est perquisitionnée ; on y trouve des livres interdits, comme l'Inquisition de Calvin. Il est condamné à la prison par le tribunal ecclésiastique et transféré à Paris, puis gracié par François Ie et relâché.
Mais, à en juger par le caractère religieux de nombre de livres qu’il a publiés, une telle condamnation est certainement déplacée. Sa défense perpétuelle de la lecture des Écritures en langue vulgaire est particulièrement notable.

## Œuvres
Ses principaux ouvrages sont : 

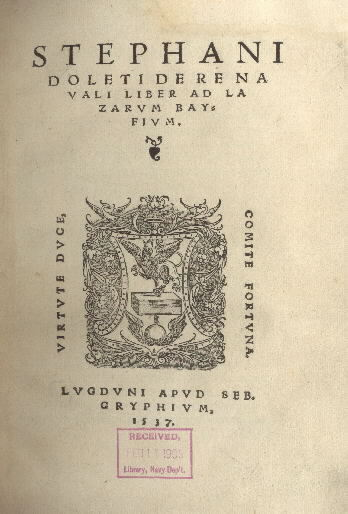
De Re navali, Lyon, 1537.

- Orationes duæ in Tholosam. Eiusdem epistolarum libri II. Eiusdem carminum libri II. Ad eundem Epistolarum amicorum liber (1534)
- Dialogus de Imitatione Ciceroniana adversus Desiderium Erasmus Roterdamum pro Christophoro Longolio (1535), où il combat Erasme.
- Commentarius Linguæ latinæ, livre I (1536) ; livre II (1538), Lyon, 2 volumes in-folio.
- De Re navali liber ad Lazarum Bayfium (1537)
- Carminum libri quatuor. Recueil de 195 pièces diverses. Interdit à la vente par l'Official de Lyon pour l'emploi du terme fatum dans son sens philosophique plein[1] (1538).
- Cato Christianus Stephano Doleto Gallo aurelio autore, Lyon, Étienne Dolet, 1538.
- CatoFormulae latinarum locutionum (1539)
- La Manière de bien traduire d’une langue en l’autre (1540)[11]
- Les Gestes de Françoys de Valoys, roi de France, Lyon, E. Dolet, 1540.
- Le Second Enfer d'Estienne Dolet natif d'Orléans, Troyes, 1544. Enfer se réfère au titre d’un livre de Clément Marot (sur son emprisonnement pour hérésie dans les prisons du Châtelet en 1525 ; c’est Dolet qui l’imprimera en 1542), et « second » pourrait signifier qu’il s’agit d’un deuxième texte ou simplement qu’il se réfère à son second emprisonnement, voire qu’il est « second » après celui de Marot[6].
- Cantique d’Estienne Dolet (1546), sur sa désolation et sa consolation.

Étienne Dolet a aussi laissé des poésies latines et françaises, des traductions françaises de quelques écrits de Platon et de Cicéron, des pamphlets de circonstance, dont deux sur son emprisonnement, intitulés le Premier et le Second Enfer (1544). Étienne Dolet écrivit aussi un autre pamphlet, où il demande qu'il soit possible de lire la Bible en langue vulgaire, et qui fut brûlé.

## Étienne Dolet, symbole de la libre pensée, et autres hommages

### Les statues de Paris et Orléans

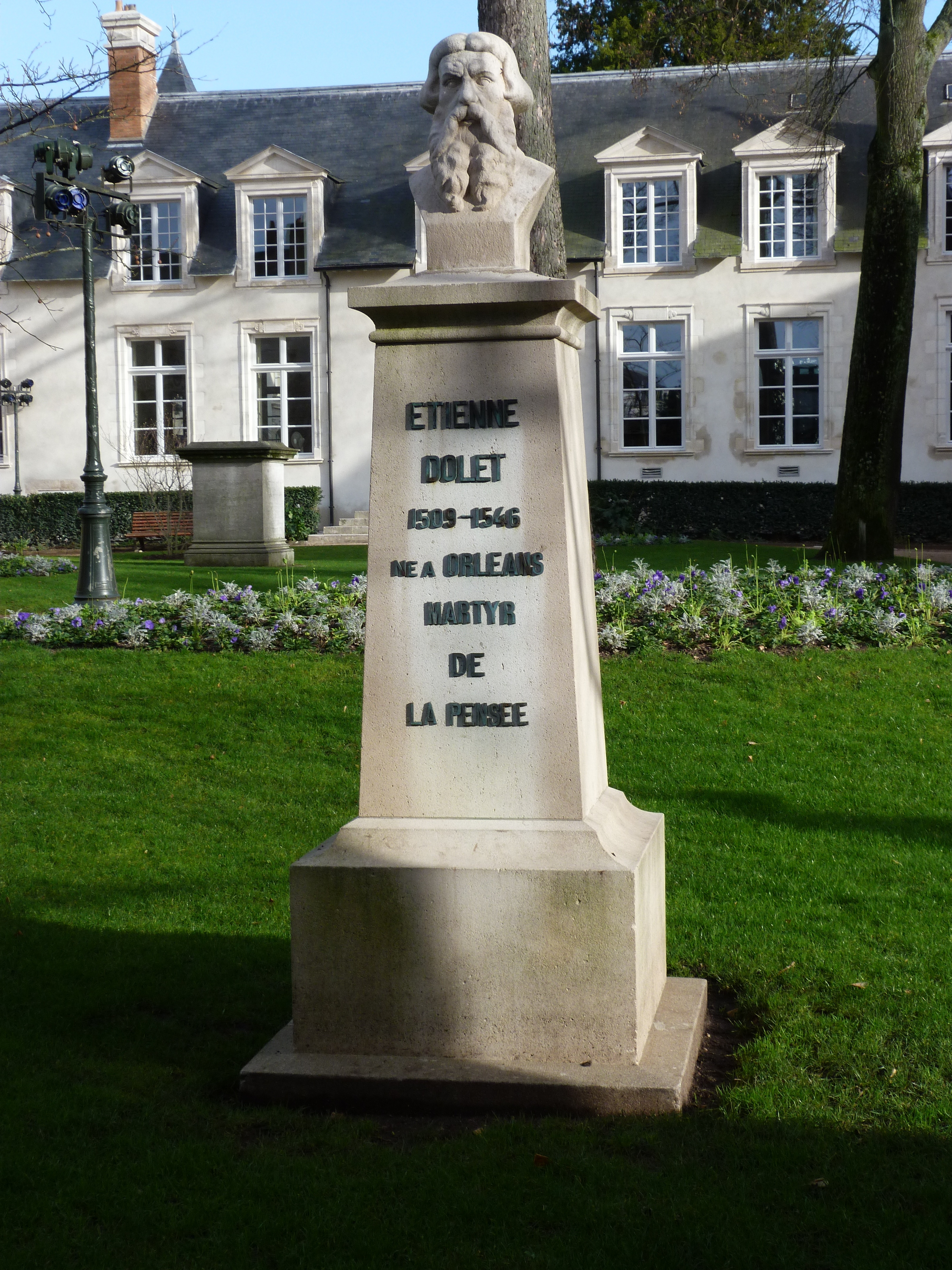
Buste d'Étienne Dolet dans le jardin Groslot, à Orléans.

Une statue en bronze d’Étienne Dolet est érigée sur la place Maubert à Paris, à l'endroit même de son bûcher. Elle est inaugurée le dimanche 19 mai 1889 à 14 heures. Elle représente l'humaniste debout, les mains liées avec une presse d'imprimerie à ses pieds. La veille, la Société de la libre-pensée du 5e arrondissement (groupe Étienne Dolet) avait organisé à la mairie du même arrondissement une conférence intitulée « Étienne Dolet, sa vie, son œuvre, son martyre », par le citoyen Bourneville, député de la Seine. Au bas de la statue figure la phrase qu'il aurait prononcée en latin avant sa mort : « Non dolet ipse dolet, sed pia turba dolet ».
Le monument est immortalisé par André Breton dans son roman Nadja (1928).
Cette statue, lieu de ralliement des dreyfusards, anticléricaux et libres penseurs, est enlevée et fondue en 1942 pendant l'Occupation, et n'a jamais été remplacée, malgré quelques tentatives. À la fin de la guerre, il ne restait que le socle, disparu en 1980 lors du réaménagement de la place.
Un buste à son effigie est inauguré en 1933 à Orléans dans le jardin Hardouineau, puis enlevé et fondu en 1942. Un nouveau monument en pierre est créé par le sculpteur Van Den Noorgaete en 1955. Il est installé dans le même espace vert de la commune, dans le jardin de l'ancienne mairie, de nos jours appelé jardin de l'Hôtel-Groslot. Il est inauguré en présence de nombreuses associations laïques.
L'association Pour un monument à la mémoire d'Etienne Dolet, Place Maubert à Paris a été créée en 2017 pour re-ériger un monument à sa mémoire. Le sculpteur Anselm Kiefer a accepté de s’associer à ce projet .

### Hommages

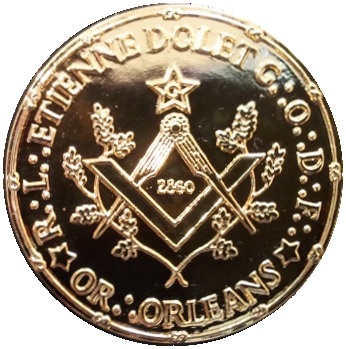
Jeton maçonnique de la Respectable Loge Étienne Dolet, Orient d'Orléans, Grand Orient de France, 110 ans de la Loge, 1902-2012.

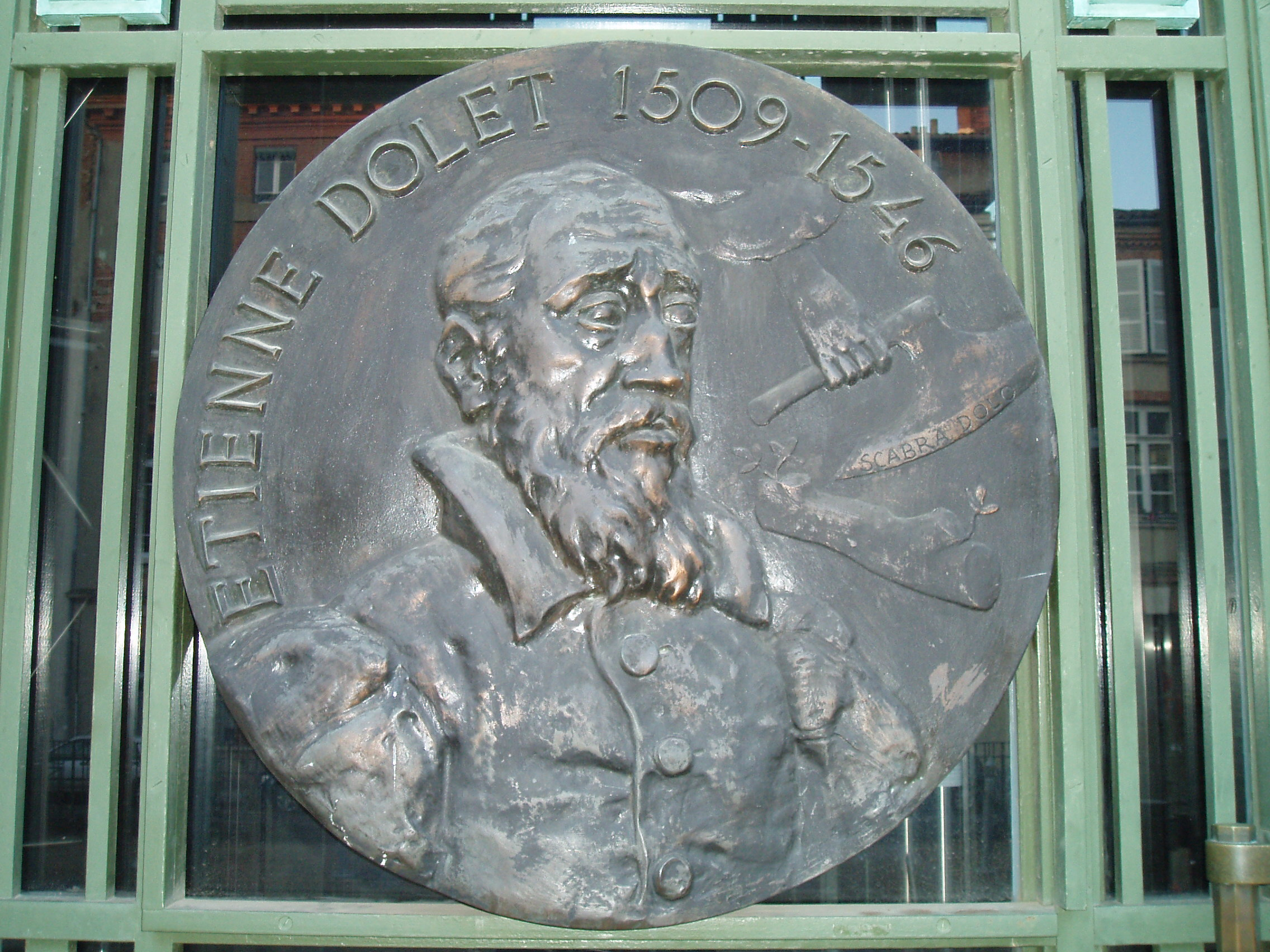
Médaillon représentant Étienne Dolet, situé à l'entrée de la Bibliothèque d'étude et du patrimoine, à Toulouse.

### En Île-de-France
- Une rue Étienne-Dolet se situe dans le 20e arrondissement, près de la station de métro Ménilmontant.
- La station de métro Malakoff - Rue Étienne Dolet sur la ligne 13 du métro de Paris.
- Outre Malakoff, d’autres communes de la région parisienne ont une rue à son nom : Alfortville et la rue donne son nom à l'école élémentaire qui se situe au n° 23 et à l'école maternelle au n° 25[20], Argenteuil, Cachan, Issy-les-Moulineaux, Montreuil, Persan où la rue donne également son nom à l'école maternelle qui y est située[21], Pierrefitte-sur-Seine, Romainville, Rosny-sous-Bois où l'école maternelle du n° 2-4 porte ce nom[22], Saint-Maur-des-Fossés, Saint-Ouen, et Suresnes notamment.
- Un lycée professionnel porte le nom d’Étienne Dolet dans le 20e arrondissement de Paris, rue d'Eupatoria.

### À Orléans
- À Orléans, une rue et un collège portent le nom d'Étienne Dolet.
- Étienne Dolet est le nom d'une des loges du Grand Orient de France, sise à Orléans.

### Ailleurs en France
- Plusieurs autres villes ont donné son nom à l'une de leurs rues, comme Agen depuis 1936, Auxerre, Béziers, Brest, Charleville-Mézières où un groupe scolaire situé entre les deux rues s'appelle Dolet-Baudin[23], Clermont-Ferrand, Cogolin, Creil, Dijon, La Roche-sur-Yon, Lille, Limoges, Loches, Lorient, le 3e arrondissement de Lyon qui donne son nom à une école située au n° 7[24], Marseille, Montargis, Morez, Nantes, Rennes, Roanne, Romans-sur-Isère, Saint-Étienne, Saint-Nazaire, Templemars, Toulon, Toulouse, Tours, ou à l'une de leurs places, comme Bègles, Bourges, Chablis, Oullins et Sens.
- Dans les Hauts-de-France, dans l'académie de Lille le collège de la ville de Provin porte son nom, il se situe au n° 83 de la rue Etienne Dolet[25].
- Certaines associations tentent de promouvoir la mémoire d'Étienne Dolet, comme l'Association laïque lyonnaise des amis d’Étienne Dolet[26], créée en 2000.

### Philatélie
- La poste française a émis en 2009 un timbre le représentant, dessiné par Cyril de La Patellière et gravé par Jacky Larrivière, faciale de 0,56 euro, YT 4377[27].

### Sources et bibliographie
- Du "problème de l'incroyance" à "l'étrange liberté": Un changement de paradigme de l'histoire des expériences religieuses?, Théorèmes, Jean-Loup Kastler, 2013
- Marie-Nicolas Bouillet  et Alexis Chassang (dir.), « Étienne Dolet » dans Dictionnaire universel d’histoire et de géographie, 1878 (lire sur Wikisource)
- Claude Longeon, Bibliographie des œuvres d'Étienne Dolet : écrivain, éditeur, imprimeur, Genève, Droz, 1980. LXXVII-213 p. (Travaux d'humanisme et Renaissance ; 174).
- Bibliographie partielle établie par William Kemp avec l'aide de Gérard Morisse, en 2009
- Joseph Boulmier, Estienne Dolet : sa vie, ses œuvres, son martyre : études sur le seizième siècle, Genève, Slatkine reprints, 1969. XV-301 p. Réimpression anastatique de l'édition de 1857.
- Procès d'Estienne Dolet... 1543-1546, éd. Alphonse-Honoré Tailladier, Paris, 1836.
- Marcel Picquier, Étienne Dolet, 1509-1546, imprimeur humaniste mort sur le bûcher, nouvelle édition revue et augmentée, Lyon, Association laïque lyonnaise des Amis d’Étienne Dolet, 2009.
- Étienne Dolet, 1509-2009, édité par Michèle Clément, Genève, Droz, 2012 (Cahiers d'Humanisme et Renaissance, 98),  (ISBN 978-2-600-01542-4).
- L'Éphéméride anarchiste : notice biographique.
- Jean-François Née de La Rochelle, Vie d’Étienne Dolet, imprimeur à Lyon dans le seizième siècle, Paris : Gogué & Née de la Rochelle, 1779
- Désiré-Magloire Bourneville, Étienne Dolet : sa vie, ses œuvres, son martyre: conférence faite, le 18 mai 1889, à la mairie du Ve arrondissement, à l'occasion de l'inauguration de la statue d'Étienne Dolet, Paris : au siège de la Libre-Pensée du Ve arrondissement, 1889
- Étienne Dolet (1509-1546) l’encre et le feu : catalogue de l'exposition du 12 novembre 2009 au 5 janvier 2010, à la Bibliothèque municipale de Lyon .